# Antiga Casa de Correus
L'Antiga Casa de Correus és un edifici antic situat en el municipi de Silla. És Bé de Rellevància Local amb identificador nombre 46.16.230-003.